# El patrullero
El patrullero (també coneguda com Highway Patrolman) (1991) és el primer llargmetratge mexicà del director britànic Alex Cox. Va ser produït per Lorenzo O'Brien, que també va escriure el guió, i és protagonitzat per Roberto Sosa, Bruno Bichir, Zaide Silvia Gutiérrez i Vanessa Bauche. La cinematografia és de Miguel Garzon i la dissenyadora de producció va ser Cecilia Montiel, que va continuar treballant a La màscara del Zorro, així com a la pel·lícula The Winner, d'Alan Smithee (Cox). Cox considera El patrullero la seva millor obra, mentre que diversos crítics de cinema destacats també han expressat la mateixa opinió.

## Argument
La pel·lícula narra la història d’un jove, Pedro Rojas (Roberto Sosa), que va començar la seva carrera com a patruller de carretera al nord rural. Es nega a participar en la corrupció del cos policial, a diferència del seu amic Anibal Guerrero (Bruno Bichir), que ràpidament comença a rebre suborns i passar contraban.
A poc a poc, els alts principis de Pedro es veuen erosionats per les dificultats de la seva vida. Finalment, accepta el seu primer suborn. Li donen un tret a la cama, molestat pel fantasma del seu pare i colpeja el fill del governador. La seva dona Griselda (Zaide Silvia Gutiérrez), tolera la seva relació amb una prostituta, Maribel (Vanessa Bauche), sempre que no li perjudiqui i els diners continuïn entrant. Quan Anibal és assassinat pels traficants de drogues, el sentit moral de Pedro surt i es venja. La pel·lícula acaba amb Pedro renunciant a la patrulla, intentant mantenir dues famílies.

## Repartiment
- Roberto Sosa: Pedro
- Bruno Bichir: Anibal
- Vanessa Bauche: Maribel
- Zaide Silvia Gutiérrez: Griselda
- Pedro Armendáriz Jr.: Sargento Barreras
- Malena Doria: Nonna
- Towi Islas: Emilio
- Ernesto Gómez Cruz: Comandante Navarro
- Mike Moroff: Comandante Sanchez

## Recepció
Tot i que la pel·lícula es va estrenar a Mèxic el 1991, la distribució als Estats Units va ser considerablement limitada. Kevin Thomas, del Los Angeles Times, va escriure més de dos anys més tard que va ser "un trist comentari sobre l'estat de la distribució de pel·lícules en llengua estrangera que Highway Patrolman ... ara només s'estrenarà [a Los Angeles]". Tot i això, afegeix que "només podem estar agraïts que hagi arribat per fi", ja que considerava que la pel·lícula era "la millor pel·lícula del director Alex Cox fins ara". Thomas va observar que "treballar en una llengua estrangera li ha donat a Cox la llibertat i el despreniment necessaris per no preocupar-se i donar el pas a la narració clàssica de la pantalla, recolzada pel guió superbament estructurat d'O'Brien"
Jonathan Rosenbaum, de The Chicago Reader, va coincidir a dir que "d'alguna manera és la millor obra de [Cox] fins ara: una història molt ben realitzada sobre la vida d'un patruller mexicà que no està ni sentimentalitzat ni tractat com un dolent". Més tard el va incloure a la seva llista dels deu primers de final d’any, observant que "treballant amb un estil virtuós de llarga durada, Cox barreja la comèdia amb la tragèdia i la crítica social amb acció directa". Jim Hoberman també l’aclamaria com el "retorn més impressionant de Cox" molts anys després en una revisió retrospectiva publicada al The New York Times.

## Premis
Festival Internacional de Cinema de Sant Sebastià 1992
- Conquilla de Plata al millor actor: Roberto Sosa[6]